# Wandelroute GR70
De GR70, ook bekend als Chemin de Stevenson en Robert Louis Stevenson Trail is een Franse wandelroute van Le Monastier-sur-Gazeille naar Saint-Jean-du-Gard, met een lengte van circa 225 km. De route is genoemd naar de schrijver Robert Louis Stevenson die deze voetreis maakte in 1878, vergezeld van een ezel genaamd Modestine. Hij beschreef zijn ervaringen in Travels with a Donkey in the Cévennes, verschenen in 1879.

## Afbeeldingen

Ten westen van Le Monastier-sur-Gazeille
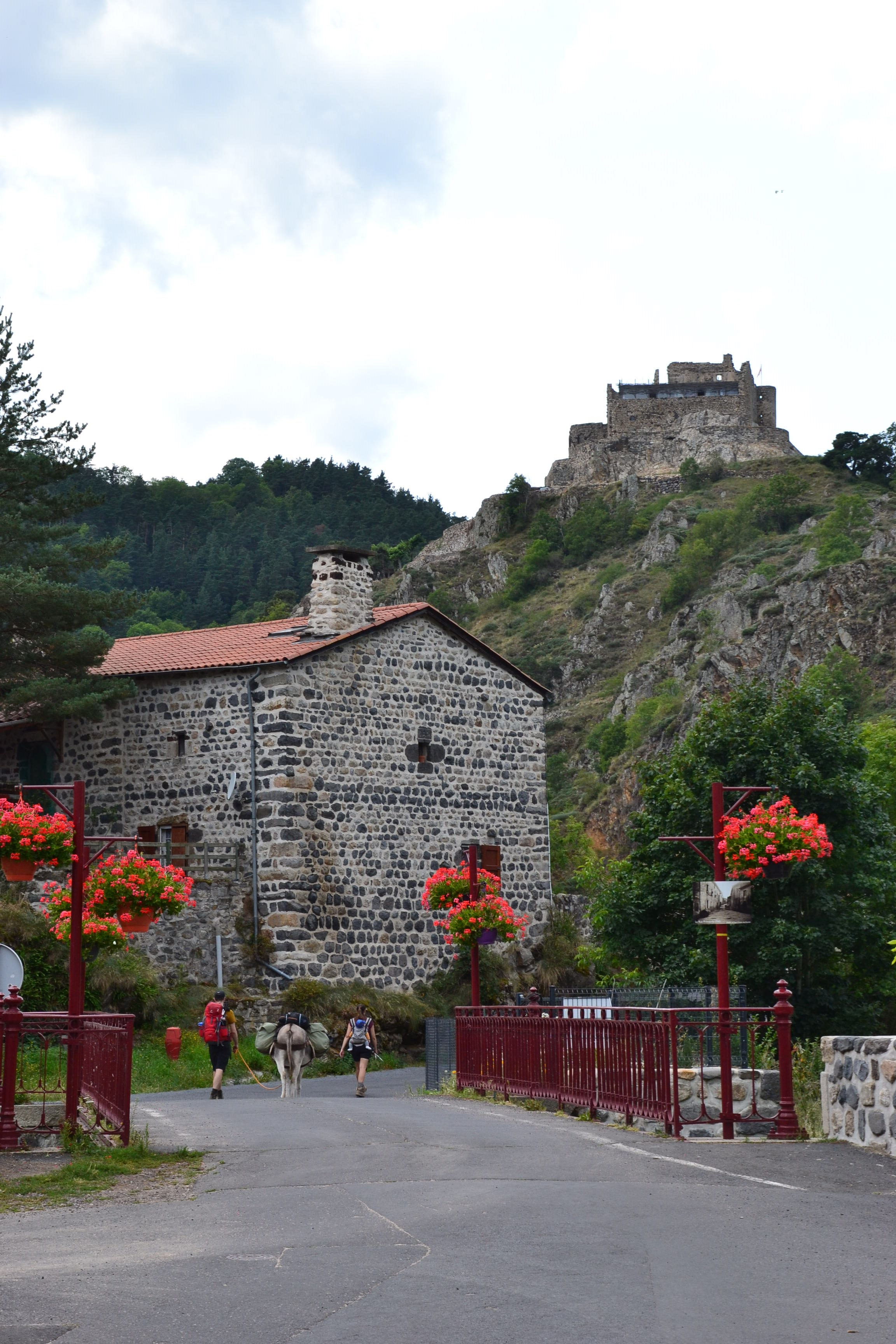
Wandelaars met pakezel in Goudet
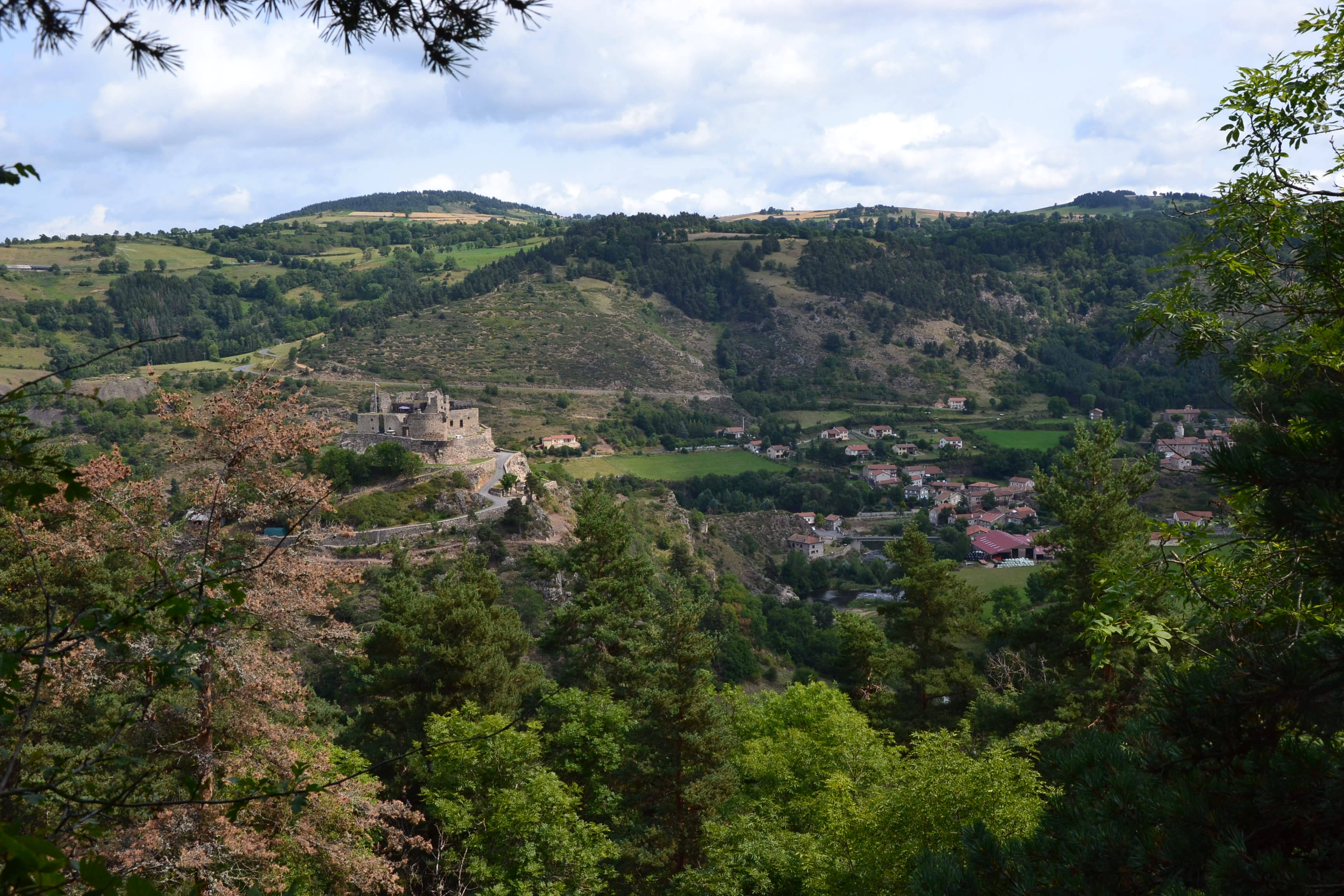
Goudet en het Château de Beaufort
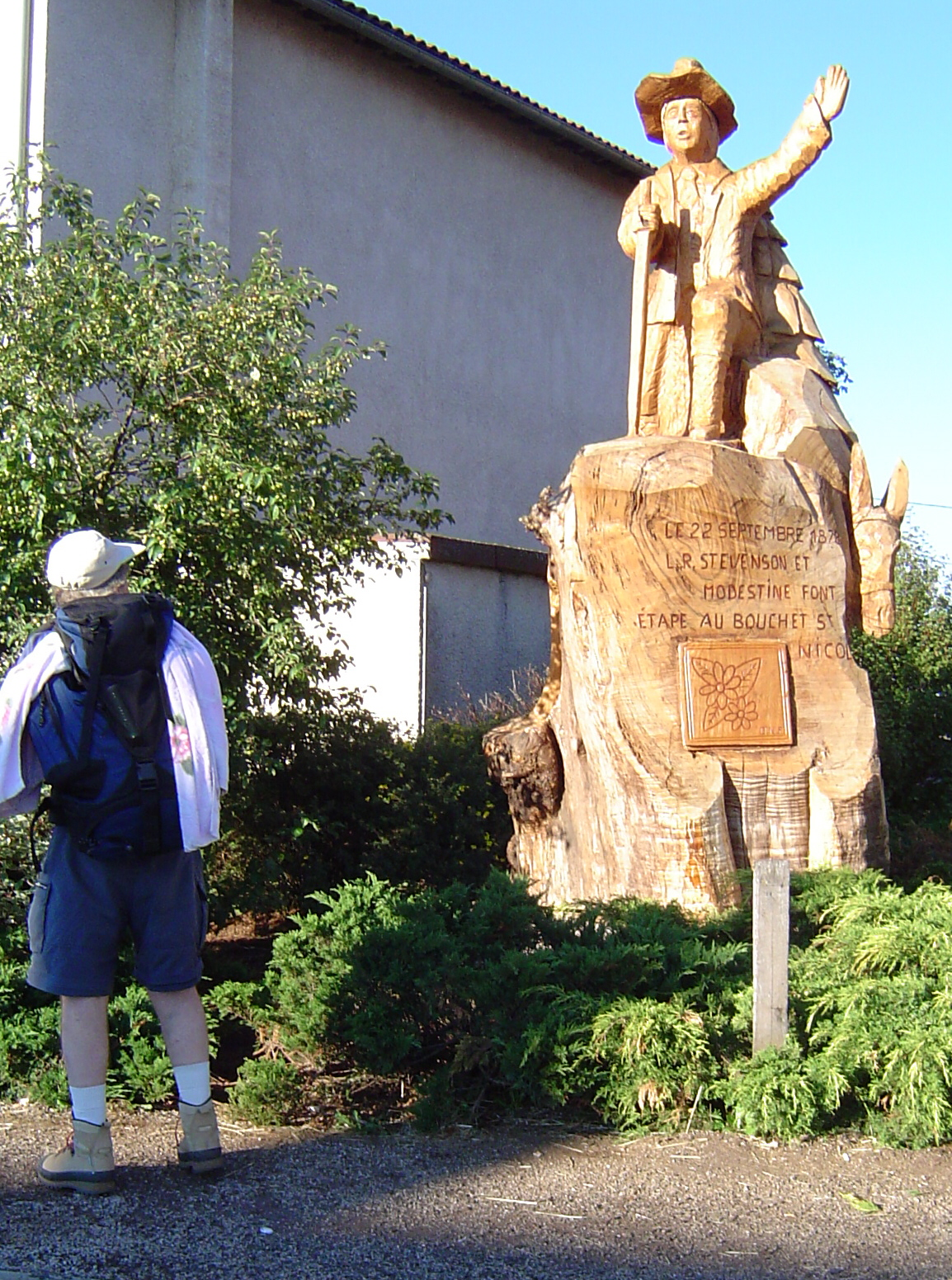
Standbeeld van Stevenson in Le Bouchet St.Nicolas
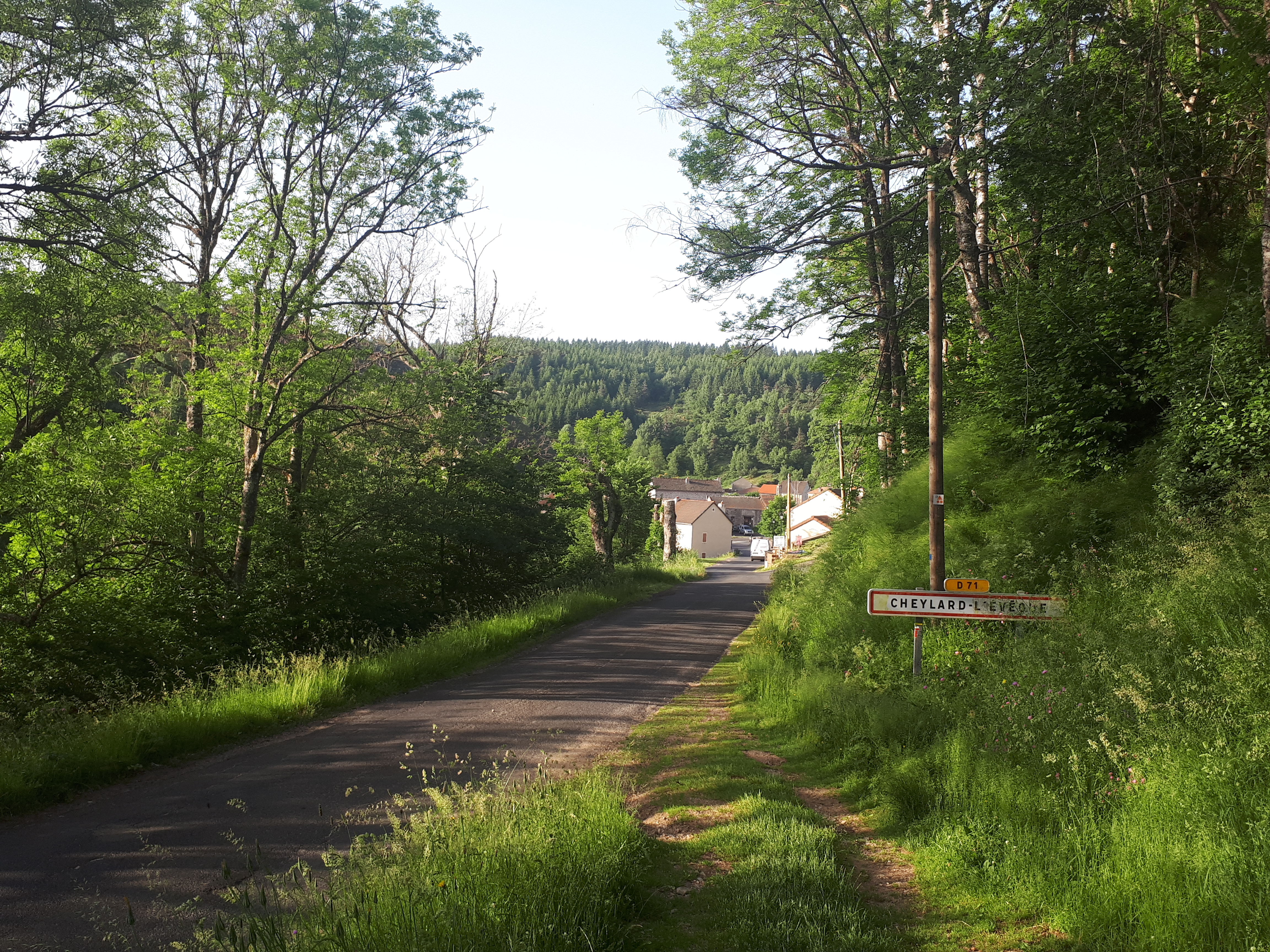
Cheylard l'Eveque
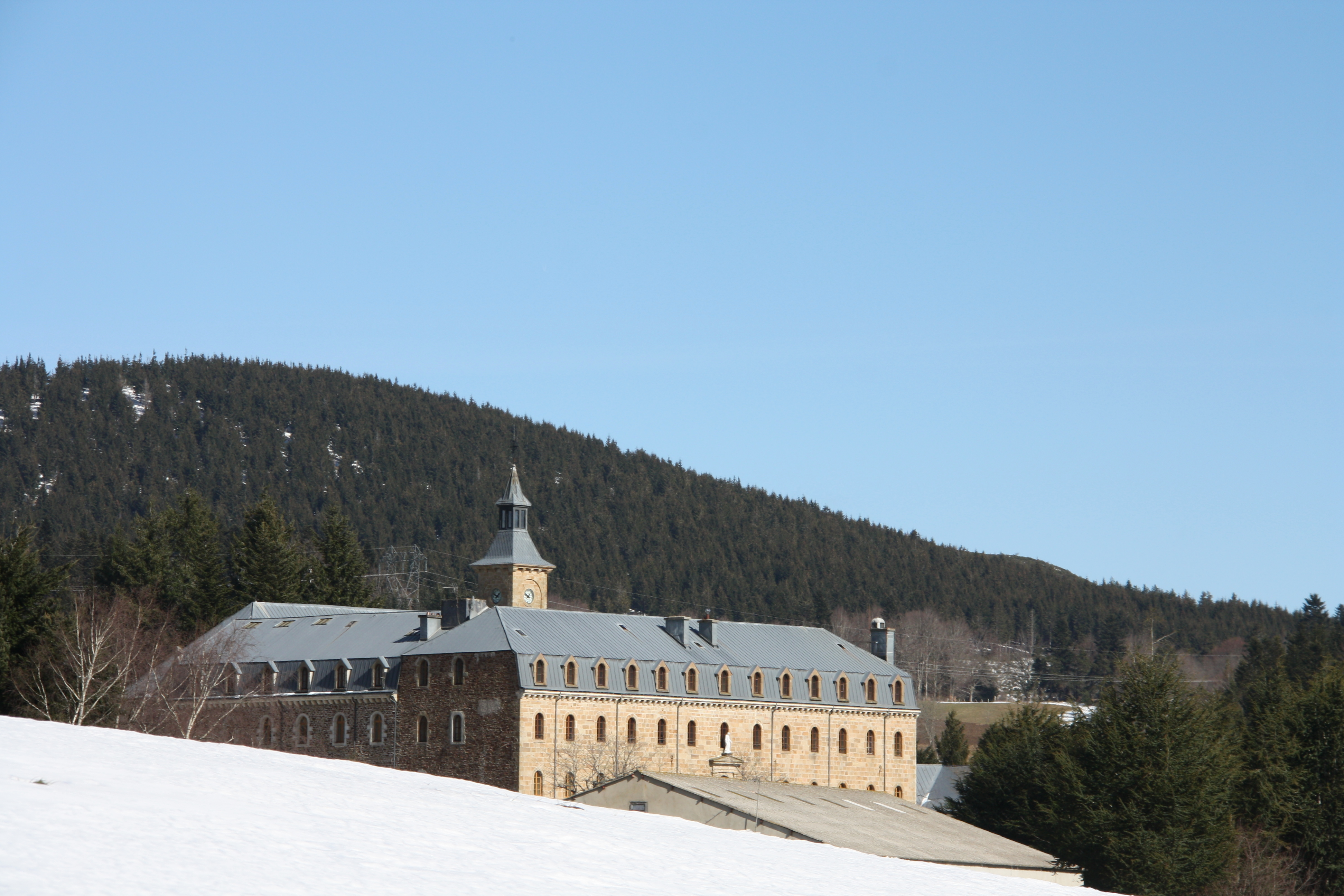
Abbaye Notre-Dame-des-Neiges
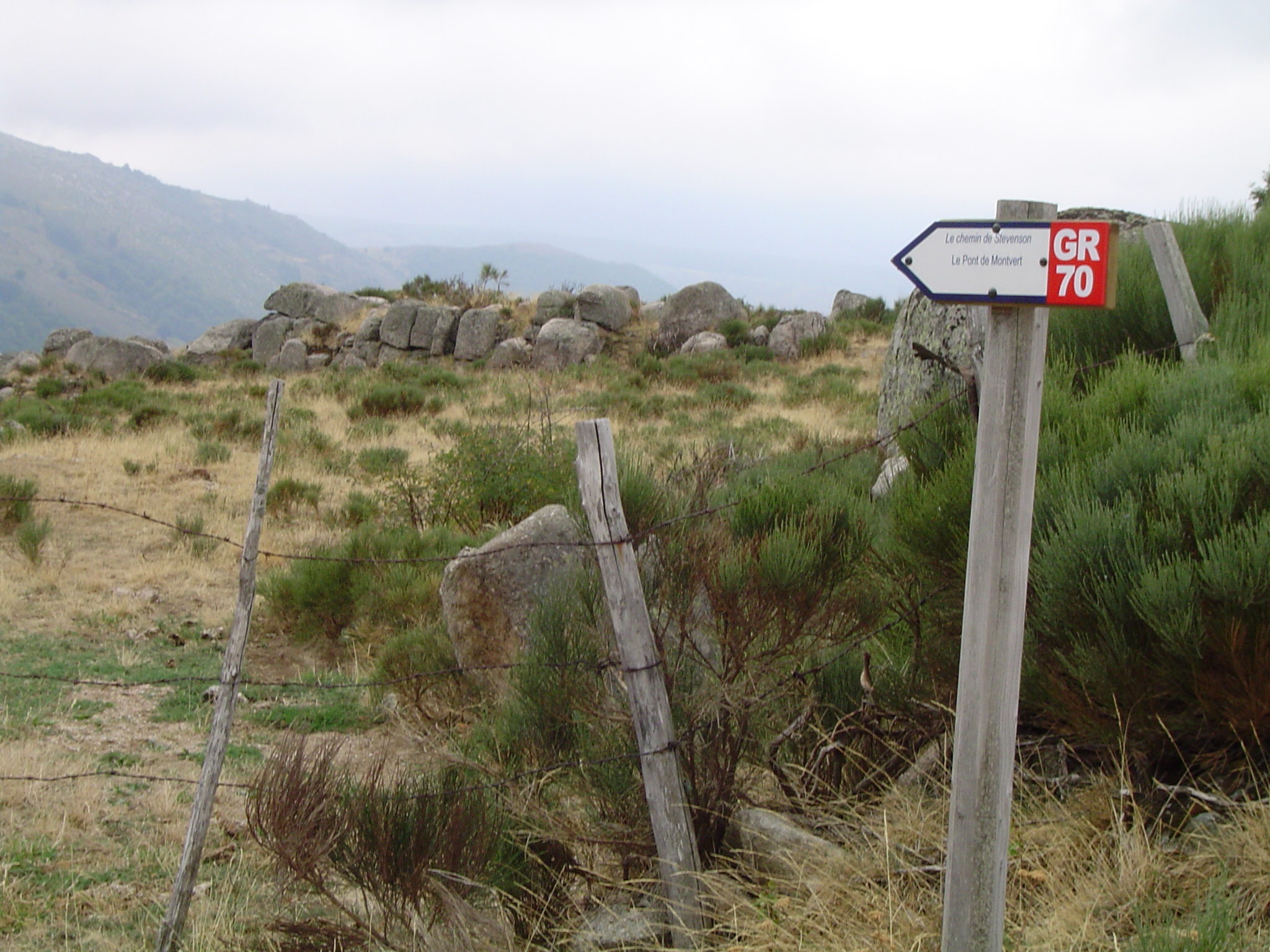
Bij de Mont Lozère